# Uwe Jannsen
Uwe Jannsen (Meddewade, 11 de março de 1954) é um matemático alemão, que trabalha com álgebra, teoria algébrica dos números e geometria algébrica.

## Vida
Jannsen estudou matemática e física na Universidade de Hamburgo, onde obteve o diploma em matemática em 1978 e um doutorado em 1980, orientado por Helmut Brückner e Jürgen Neukirch, com a tese Über Galoisgruppen lokaler Körper, Inventiones Mathematicae, Volume 70, 1982, p. 73). Em 1983/1984 foi pós-doutorando na Universidade Harvard. De 1980 a 1989 foi assistente e depois docente na Universidade de Regensburg, onde obteve em 1988 a habilitação. De 1989 a 1991 foi professor pesquisador no Instituto Max Planck de Matemática em Bonn. Em 1991 foi professor ordinário na Universidade de Colônia e é desde 1999 professor da Universidade de Regensburg.
Foi palestrante convidado do Congresso Internacional de Matemáticos em Zurique (1994: Mixed Motives, Motivic cohomology and Ext-groups).
Foi eleito em 2009 membro ordinário da Academia de Ciências da Baviera, e desde 2011 da Academia Europaea.  
Moritz Kerz foi um de seus orientados.

## Obras
- Mixed Motives and algebraic K-theory, Lecture notes in Mathematics Volume 1400, Springer Verlag 1990 (com apêndices de C. Schoen, Spencer Bloch).
- com Steven Kleiman, Jean-Pierre Serre (Editores): Motives, Proc. Symposium Pure Mathematics Volume 55, 2 Volumes, American Mathematical Society 1994 (Conferência University of Washington, Seattle, 1991)
- Motives, Numerical Equivalence and semi-simplicity, Inventiones Mathematicae, Volume. 107 1992, p. 447, Online [3]